# Mardakan
 (mai 2022).
La mise en forme du texte ne suit pas les recommandations de Wikipédia : il faut le « wikifier ».
Les points d'amélioration suivants sont les cas les plus fréquents. Le détail des points à revoir est peut-être précisé sur la page de discussion.
- Les titres sont pré-formatés par le logiciel. Ils ne sont ni en capitales, ni en gras.
- Le texte ne doit pas être écrit en capitales (les noms de famille non plus), ni en gras, ni en italique, ni en « petit »…
- Le gras n'est utilisé que pour surligner le titre de l'article dans l'introduction, une seule fois.
- L'italique est rarement utilisé : mots en langue étrangère, titres d'œuvres, noms de bateaux, etc.
- Les citations ne sont pas en italique mais en corps de texte normal. Elles sont entourées par des guillemets français : « et ».
- Les listes à puces sont à éviter, des paragraphes rédigés étant largement préférés. Les tableaux sont à réserver à la présentation de données structurées (résultats, etc.).
- Les appels de note de bas de page (petits chiffres en exposant, introduits par l'outil «  Source ») sont à placer entre la fin de phrase et le point final[comme ça].
- Les liens internes (vers d'autres articles de Wikipédia) sont à choisir avec parcimonie. Créez des liens vers des articles approfondissant le sujet. Les termes génériques sans rapport avec le sujet sont à éviter, ainsi que les répétitions de liens vers un même terme.
- Les liens externes sont à placer uniquement dans une section « Liens externes », à la fin de l'article. Ces liens sont à choisir avec parcimonie suivant les règles définies. Si un lien sert de source à l'article, son insertion dans le texte est à faire par les notes de bas de page.
- La présentation des références doit suivre les conventions bibliographiques. Il est recommandé d'utiliser les modèles {{Ouvrage}}, {{Chapitre}}, {{Article}}, {{Lien web}} et/ou {{Bibliographie}}. Le mode d'édition visuel peut mettre en forme automatiquement les références.
- Insérer une infobox (cadre d'informations à droite) n'est pas obligatoire pour parachever la mise en page.

Pour une aide détaillée, merci de consulter Aide:Wikification.
Si vous pensez que ces points ont été résolus, vous pouvez retirer ce bandeau et améliorer la mise en forme d'un autre article.
Mardakan (en azéri:Mərdəkan)  est un district de la région de Khazar de la République d'Azerbaïdjan.

## Situation
Mardakan est situé au nord-est d'Absheron sur la rive de la mer Caspienne et est considéré comme le centre de la région Khazar de Bakou. Mardakan, l'un des plus anciens villages d'Absheron, a reçu le statut de colonie en 1936. En 1933, le village de Shagan a été inclus dans le conseil du village de Mardakan. En 1990, Shagan a reçu le statut de district.
Le nom Mardakan est traduit par "Espace des Braves", ce qui indique que la colonie a été construite par les anciennes tribus Mard. Le nom des héros se retrouve pour la première fois parmi les tribus vivant en Albanie du Caucase. Selon le docteur en sciences historiques, une éminente historienne de Bakou Sara Ashurbeyli, le toponyme "Mardakan" est associé au nom de la tribu "Mard", l'ancêtre du vrai peuple Mardakan qui a vécu ici dans le passé."

## Histoire
Des informations sur Mardakan, considéré comme le centre de l'architecture, se trouvent dans les annales de divers voyageurs étrangers. Les millionnaires de Bakou Hadji Zeïnalabdine Taghiyev, Moussa Naghiyev, Chamsi Asadullayev et d'autres avaient des jardins et de beaux bâtiments ici. Le célèbre orientaliste russe I. N. Berez dans son ouvrage "Voyage dans la péninsule d'Absheron" (1845) a écrit sur son séjour à Mardakan et sur le caractère inhabituel des monuments historiques et architecturaux de ce village. Il a décrit une forteresse (maintenant détruite) construite en 1720-1721 par le dirigeant de Bakou Mirza Muhammad Khan.
Bien que les premières informations sur la population de Mardakan remontent au début du 19e siècle, selon l'analyse de la période historique, la population de ce village était plusieurs fois plus élevée au Moyen Âge et même au 18e siècle. Le nombre de maisons à Mardakan était de 90 en 1849, 131 en 1886 et 235 en 1921. La population a augmenté de 307 habitants en 1842 et à un rythme plus rapide les années suivantes. La population en 1959 était de 10,2 mille personnes, en 2009 - 23,6 mille personnes, en 2016 et 2020. - 24,3 mille personnes. La population actuelle du village est d'environ 40 000 personnes.

## Forteresses
Les anciens bâtiments de Mardakan comprennent la forteresse carrée de Mardakan-1 (XIVe siècle), le bain Khanbaba (XIXe siècle), le bain Sheikh Kazym, le mausolée Pir-Khasan (1612), la maison de Tagiev (années 1900).), il comprend la mosquée Tuba Shakhi (1482), des tombes (XVe et XVIIe siècles) et d'autres Akhund de la colonie de Mardakan - Haji Saleh Gafarov.
Le château à quatre coins (Mardakan) est situé dans la colonie de Mardakan de la ville de Bakou. Il a été construit au XIIe siècle par le fils de Chirvanchah Manutchehr III, Akhsitan I de la dynastie Kesranid. Cette forteresse a été érigée en l'honneur de la brillante victoire d'Akhsitan sur l'ennemi. La hauteur de la forteresse est de 22 m, l'épaisseur en bas est de 2,1 m et en haut elle est de 1,6 m.L'intérieur de la forteresse est divisé en 5 niveaux.
Le château rond est l'une des célèbres forteresses du village de Mardakan, situé à 36 kilomètres de Bakou. La forteresse est ronde, maintenant les habitants l'appellent Chykh Galasy (la forteresse du cheikh).

## Période moderne
Mardakan est connue comme ville d'été à travers la péninsule, car de nombreux habitants ont tendance à visiter la région pendant l'été. Il est également populaire pour ses plages, son climat froid et ses établissements de loisirs.